# Ernst Krebs
Ernst Krebs   (Múnic, 4 de novembre de 1906 - Gauting, 20 de juliol de 1970) fou un piragüista alemany que va competir durant la dècada de 1930.
Abans de dedicar-se al piragüisme practicà l'esquí de fons, esport en què guanyà quatre títols nacionals entre 1928 i 1932 i arribà a disputar el Campionat del món d'esquí nòrdic de 1929.
El 1936 va prendre part en els Jocs Olímpics de Berlín, on guanyà la medalla d'or en la prova del K-1, 10.000 metres del programa de piragüisme.
En el seu palmarès també destaca una medalla d'or al Campionat d'Europa en aigües tranquil·les de 1933.